# Hospital 12 de Octubre (métro de Madrid)
Hospital 12 de Octubre est une station de la ligne 3 du métro de Madrid en Espagne. Elle est située sous la glorieta de Malaga, dans l'arrondissement d'Usera.

## Situation sur le réseau
La station est située entre Almendrales au nord, en direction de Moncloa, et San Fermín-Orcasur au sud, en direction de El Casar.
La station s'étend sur 108 m de longueur, pour une largeur maximale de 34,4 m et est située à une profondeur de plus de 20 m. Elle se présente sur deux niveaux, le vestibule et les quais.
Elle possède une voie dans chaque sens et deux quais latéraux.

## Histoire
La station est ouverte le 21 avril 2007, lors de la mise en service du prolongement de la ligne au sud de Legazpi jusqu'à Villaverde Alto.

## Services aux voyageurs

### Accès et accueil
L'accès à la station s'effectue par un édicule entièrement vitré de forme rectangulaire équipé d'escaliers et d'escaliers mécaniques, auquel s'ajoute un accès direct par ascenseur depuis l'extérieur.

### Intermodalité
La station est en correspondance avec les lignes d'autobus no 18, 22, 59, 76, 79, 81, 85, 86, 121, N13 et N14 du réseau EMT et avec les lignes d'autocars interurbains no 411, 419, 421, 422, 423, 424, 426, 429, 447, 448, N401 et N402.

## Art dans la station
La station est ornée de l'œuvre murale Humani Corpore qui se déploie en forme de demi-cercle au-dessus des voies sur 55 m de long et 5 m de haut. Imaginée par le designeur espagnol Luis Sardá et l'artiste costaricien Gustavo Quesada, elle a été réalisée par le céramiste Carlos Alonso. Elle représente douze figures humaines inspirées des planches d'anatomie du XIXe siècle et rend hommage à la médecine et au corps humain.

## À proximité
La station dessert principalement l'hôpital universitaire 12 de Octubre, inauguré en 1973.